# Río Terri
El río Terri es un curso de agua del nordeste de la península ibérica, afluente por la izquierda del Ter. Discurre por la provincia de Gerona.

## Curso
El río, que discurre por la provincia española de Gerona, nace en las inmediaciones de la localidad de Bañolas. Desemboca en el Ter por la izquierda cerca de Mediñá. Aparece descrito en el segundo volumen del Diccionario geográfico-estadístico-histórico de España y sus posesiones de Ultramar de Pascual Madoz con las siguientes palabras:

ALTERRI: r. de la prov. y part. jud. de Gerona, que nace á 1/4 de hora de Bañolas. Se forma de cinco acequias ó ramales que salen del estanque que hay en las inmediaciones de dicha v., de los cuales cuatro se reunen en el sitio llamado Manso Riera, y el otro se junta un poco mas abajo cerca el Mas Verdaguer. Sigue su curso por vegas y cañadas, pasando por el barranco de la Costa-Roija (Cuesta Roja), hasta unirse con el r. Ter á 1/4 de leg. del de Madiñá, en frente del térm. de San Julián de Ramis, recorriendo un espacio de 3 leg. Lleva por término medio 30 pies cúbicos de agua, y durante su curso va enriquaciéndose con las rieras de Matamos y Mardanzá que se le unen en el térm. de Borgoña, con las de Cumanells y Rebardit, que se le agregan en el del pueblo de Sors, con las de Marmaña que se le junta en el de San Andrés del Terri, y con la de Parada que recibe en el de Sta. Leocadia de Terri, cuyas riberas se le juntan por su márg. der., y por la izq. recibe las riberas de Regumbert y Ponti, en el citado térm. de Sors. Fertiliza con su riego la mayor parte del térm. de Masa, que son 250 fan. de tierra, en el de Borgoñá unas 100 fan.: y durante su curso perenne da movimiento á 5 molinos de papel y á 7 harineros. Le cruzan 2 puentes; uno en el pueblo de Sors que es de piedra de silleria, construido de tiempo inmemorial, el cual tiene tres ojos y 30 pies de elevacion: á pesar de su antigüedad, está en muy buen estado, y su recomposición es de cargo del ayunt.: el otro en el pueblo de San Andrés del Terri, es tambien de piedra de silleria, tiene dos arcos, 50 pies de elevacion, es de fáb. moderna, y su reparacion está á cargo de un particular. Desde el 18 de setiembre del año 1843, en que una avenida estraordinaria inutilizó una parte insignificante, pero suficiente para impedir el paso, se halla intransitable. No tiene ninguna harca, y á pesar del caudal de aguas que lleva, es vadeable por todos lados y en todas ocasiones, escepto en las grandes avenidas que á veces suelen causar los mayores estragos, como sucedió en la del referido año de 43, que destruyó 7 molinos harineros y 1 de papel, de los cuales se han reedificado 6 de harina, y costó la vida á 29 personas y á una gran multitud de reses. También destruyó la propia avenida el puente de Madiñá, sit. en la carretera real de Gerona á Figueras, que constaba de tres arcos, pero era tan estrecho, que no podian pasar carruages por él, hasta que por los años de 1790 á 1793 se ensanchó, poniendo vigas al través en su parte superior; con cuya operacion se facilitó el paso: la barandilla era tambien de madera, y estaba apoyada en los estremos de las vigas. Su reparacion estaba bajo la Direccion de Caminos: habia junto á él un portazgo que se ha trasladado á Madiñá. Este r. podia ser navegable canalizándose desde el estanque de Bañolas hasta las playas de Pals y Torroella de Mongrí, punto en que el Ter desagua en el mar. Este pensamiento llegó á ser proyectado que indudablemente se hubiera realizado, si los franceses hubieran permanecido mas tiempo en Bañolas durante la guerra de la Independencia; y á la verdad, seria sorprendente y muy admirable el que á 5 leg. del mar, y en medio de ásperas montañas se viese un puerto de mar segurísimo y capaz de contener 300 buques de muchas toneladas.
(Madoz, 1845, p. 209)